# Миланов, Филип
Филип Миланов (нидерл. Philip Milanov; род. 6 июля 1991, Брюгге, Бельгия) — бельгийский легкоатлет болгарского происхождения, специализирующийся в метании диска. Серебряный призёр чемпионата мира 2015 года. Серебряный призёр чемпионата Европы 2016 года. Чемпион Универсиады (2015). Многократный чемпион Бельгии. Финалист летних Олимпийских игр 2016 года.

## Биография
Отец Филипа, болгарский метатель диска Эмиль Миланов, в 1989 году переехал из Софии в бельгийский Брюгге, где и появился на свет его сын.
В детстве Миланов-младший занимался теннисом, скейтбордингом и карате, но в итоге сделал выбор в пользу лёгкой атлетики. Его тренером стал отец, с которым они стали работать над техникой метания диска.
Первый чемпионат Бельгии выиграл ещё в 2011 году, в возрасте 20 лет, а на следующий год повторил этот успех. Занял пятое место на молодёжном первенстве Европы 2013 года с результатом 59,06 м.
В течение 2014 года улучшил личный рекорд на 4 метра, с 61,81 м до 66,02 м, но на чемпионате Европы был далёк от лучшей формы и не смог преодолеть квалификацию.
Продолжил прогрессировать и в следующем сезоне. Сначала выиграл золото Универсиады в корейском Кванджу с результатом 64,15 м, а затем занял второе место на чемпионате мира, обновив в финале свой же рекорд Бельгии — 66,90 м.
На чемпионате Европы 2016 года выиграл серебряную медаль.
Вошёл в число финалистов на Олимпийских играх 2016 года, но за подиум побороться не смог, заняв девятое место.

## Основные результаты
| Год  | Турнир                                  | Место проведения         | Место        | Результат |
| ---- | --------------------------------------- | ------------------------ | ------------ | --------- |
| 2012 | Кубок Европы по метаниям среди молодёжи | Бар, Черногория          | 8-е          | 53,50 м   |
| 2013 | Кубок Европы по метаниям среди молодёжи | Кастельон, Испания       | 4-е          | 60,42 м   |
| 2013 | Чемпионат Европы среди молодёжи         | Тампере, Финляндия       | 5-е          | 59,06 м   |
| 2014 | Кубок Европы по метаниям                | Лейрия, Португалия       | 9-е          | 60,84 м   |
| 2014 | Чемпионат Европы                        | Цюрих, Швейцария         | 20-е (квал.) | 59,85 м   |
| 2015 | Кубок Европы по метаниям                | Лейрия, Португалия       | 7-е          | 62,88 м   |
| 2015 | Универсиада                             | Кванджу, Южная Корея     | 1-е          | 64,15 м   |
| 2015 | Чемпионат мира                          | Пекин, Китай             | 2-е          | 66,90 м   |
| 2016 | Чемпионат Европы                        | Амстердам, Нидерланды    | 2-е          | 65,71 м   |
| 2016 | Олимпийские игры                        | Рио-де-Жанейро, Бразилия | 9-е          | 62,22 м   |
| 2017 | Чемпионат мира                          | Лондон, Великобритания   | 14-е (квал.) | 63,16 м   |